# مونيكا سيرولي
مونيكا سيرولي (مواليد 2 يناير 1982) هي سباحة إيطالية متزامنة شاركت في دورة الألعاب الأولمبية الصيفية لعام 2004. 